# Viktor Bruçeti
Viktor Bruçeti (ur. 26 lutego 1938 w Szkodrze, zm. 15 października 2010 w Angoulême) – albański aktor.

## Życiorys
Uczył się w szkole artystycznej Jordan Misja w Tiranie. Studiował w szkole aktorskiej Ian Luca Caragiale w Bukareszcie, ale studia musiał przerwać z powodu kryzysu w stosunkach albańsko-rumuńskich. Dyplom obronił na wydziale aktorskim Instytutu Sztuk w Tiranie. W latach 1964–1992 występował w teatrze im. Migjeniego w Szkodrze, w którym zagrał ponad 130 ról. Na dużym ekranie zadebiutował w roku 1966 epizodyczną rolą w filmie Komisari i dritës. Następnie zagrał jeszcze w 8 filmach fabularnych, w rolach drugoplanowych. Przez władze Albanii został wyróżniony tytułem Artist i Merituar (Zasłużony Artysta).
Był żonaty (żona Miriam), miał dwoje dzieci. Ostatnie lata życia spędził we Francji.

## Role filmowe
- 1966: Komisari i dritës
- 1976: Thirrja jako przewodniczący kołchozu
- 1979: Ditët që sollën pranverën jako ksiądz
- 1981: Një natë pa dritë jako inspektor
- 1981: Qortimet e vjeshtës jako prefekt
- 1981: Thesari jako aptekarz
- 1982: Flaka e malëve
- 1985: Te paftuarit jako geometra